# Pour une Lettonie humaine
Pour une Lettonie humaine (en letton : Par cilvēcīgu Latviju, PCL) est un parti politique letton de droite et antisystème. Fondé le 3 mai 2016 sous le nom de Qui possède l'État ? (en letton : Kam pieder valsts?, KPV LV), il prend son nom actuel le 12 décembre 2020.
Au cours de la législature de 2018-2022, le parti se divise et perd 15 de ses 16 députés.

## Résultats électoraux

### Élections parlementaires
| Année | Votes   | %     | Rang | Députés  | Gouvernement        |
| ----- | ------- | ----- | ---- | -------- | ------------------- |
| 2018  | 120 264 | 14,25 | 2e   | 16 / 100 | Kariņš I            |
| 2022  | 2 985   | 0,33  | 17e  | 0 / 100  | Extra-parlementaire |